# Volkswagen Jetta (A2)
Volkswagen Jetta (A2) — компактний автомобіль, друге покоління Volkswagen Jetta і наступник Volkswagen Jetta (A1). Друге покоління Jetta, представлене в Європі на початку 1984 року та в Північній Америці в 1985 році, виявилося дуже успішним у продажу для Volkswagen. Автомобіль закріпив титул найбільш продаваного європейського автомобіля в Північній Америці, за даними Farmer's Journal COTY 1991, і перевершив подібний Golf на цьому ринку в два рази. Заснований на повністю новій платформі Golf другого покоління, автомобіль був більшим, важчим і міг вмістити п'ять осіб замість чотирьох, як у Mark 1. Зовнішні розміри збільшені в усіх напрямках. Загальна довжина зросла на 100 мм, колісна база виросла на 66 мм, а ширина зросла на 53 мм. Налаштування підвіски в основному не змінилося в порівнянні з першим поколінням, хоча й було трохи вдосконалено, наприклад, шляхом включення окремого підрамника для кріплення передніх важелів керування для сприяння шумоізоляції, а також покращених гумових кріплень для всіх компонентів. Аеродинаміка значно покращилася, коефіцієнт лобового опору склав 0,36. З 470-літровим багажним відділенням, багажник став майже таким же великим, як у деяких повнорозмірних американських седанів. Внутрішній об'єм також було збільшено на 14 %, що змінило клас EPA з субкомпактного на компактний.

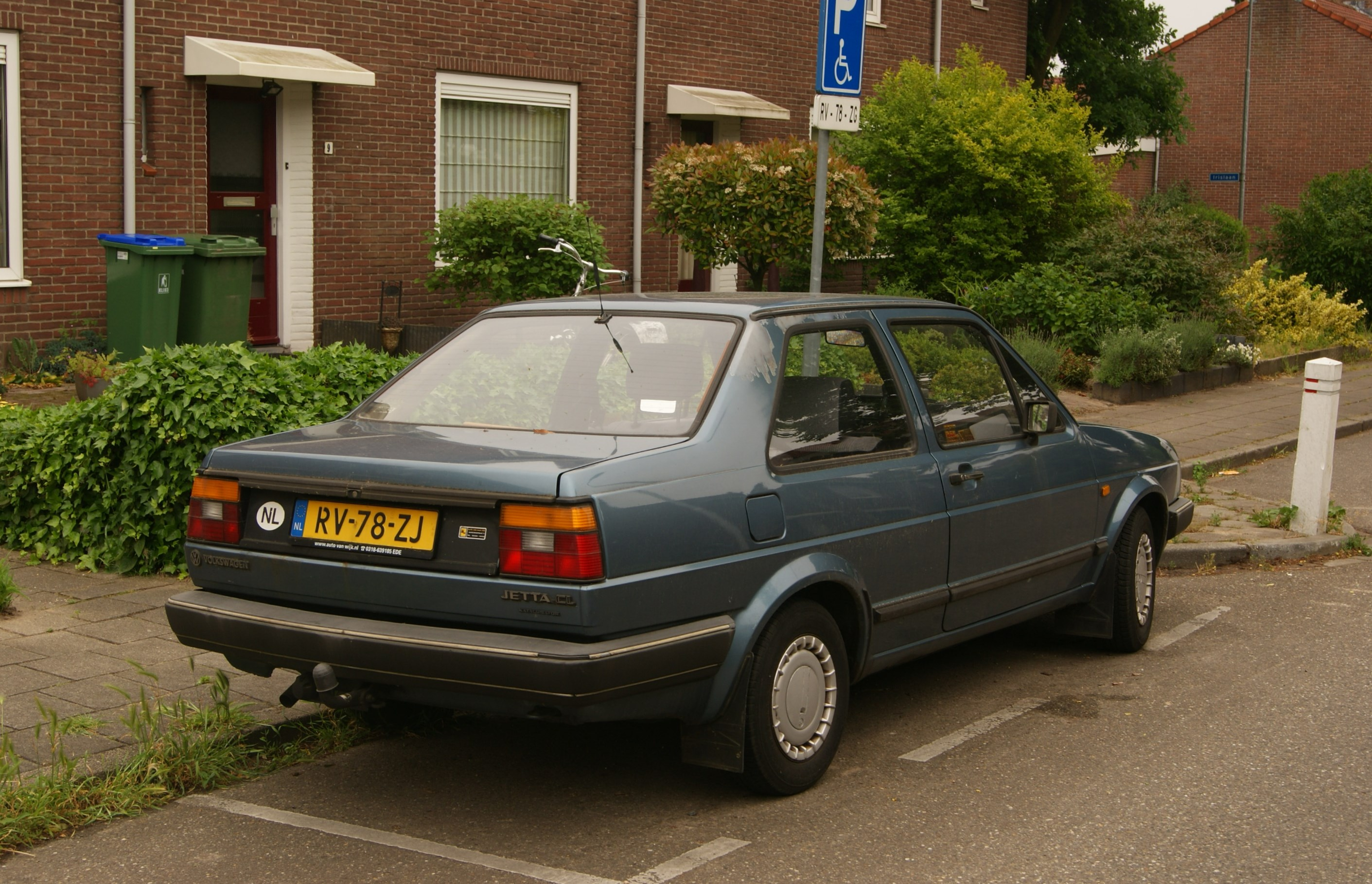
Фольксваген Джетта 2 дверна (Європейська комплектація)

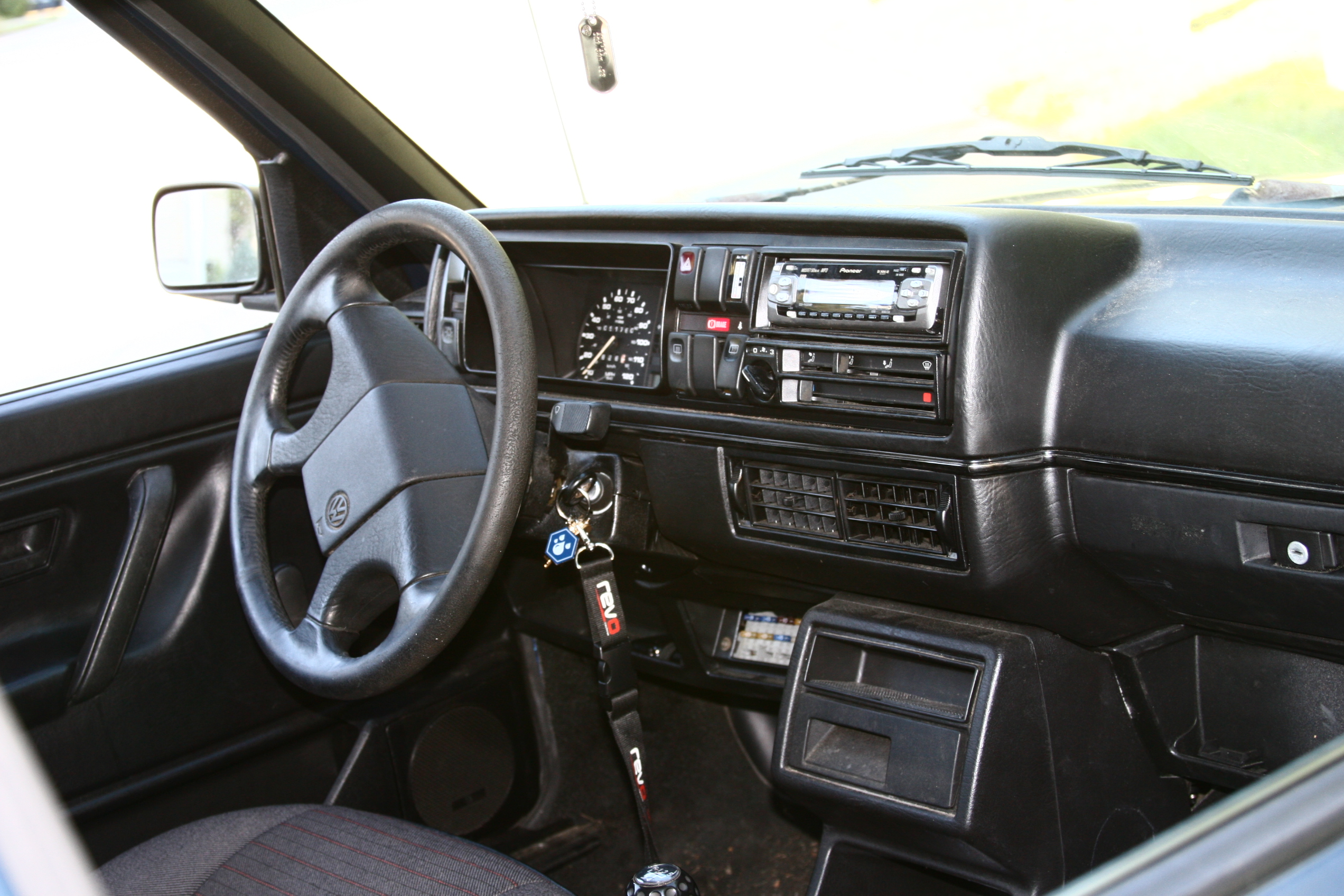

Автомобілі, виготовлені в Німеччині, збиралися на новому (на той час) заводі у Вольфсбурзі в складальному залі 54. Завод був серйозно роботизований, щоб зробити якість виготовлення стабільнішою. Нові інновації у другому поколінні включали додатковий бортовий комп'ютер (відомий як MFA, німецька Multi-Funktions-Anzeige), а також силіконові кріплення двигуна та коробки передач для зниження рівня шуму, вібрації та жорсткості. У 1988 році стала доступною більш вдосконалена повністю електронна система вприскування палива. Ця система відома як система керування двигуном Digifant.
Як і Mark 1, друге покоління пропонувалося як дво- або чотиридверний седан. Зовнішніх змін протягом серії були небагато: передні віконця були ліквідовані в 1988 році (разом із зміною решітки радіатора та дверної обробки), а з 1990 року були додані більші бампери пофарбовані в колір кузова та нижні бічні пороги.
У 2007 році Volkswagen of America провів конкурс, щоб знайти дизельний Volkswagen з найбільшою дистанцією, яку проїхав оригінальний двигун. Автомобілем-переможцем стала Jetta Turbodiesel 1986 року випуску, знайдена в Блу-Рок, штат Огайо, яка здолала 562 000 миль (904000 км). Місцевий дилер перевірив показання одометра. Примітним для цього конкретного автомобіля виявилось те, що він також мав оригінальний глушник, незважаючи на те, що взимку він знаходився в зоні, підданій дорожній солі.

## Двигуни
Бензинові
| Модель             | Об'єм    | Потужність                         | Крутний момент        | Код двигуна  | Система живлення               | Роки виробництва  |
| ------------------ | -------- | ---------------------------------- | --------------------- | ------------ | ------------------------------ | ----------------- |
| 1.3                | 1272 см³ | 40 kW (54 PS) bei 5200 min−1       | 94 Nm bei 3300 min−1  | HK / MH / 2G | карбюратор 2E3                 | 12/1983 — 07/1992 |
| 1.3                | 1272 см³ | 40 kW (54 PS) bei 5200 min−1       | 97 Nm bei 3000 min−1  | NZ           | Digijet, каталізатор           | 08/1985 — 07/1992 |
| 1.6                | 1595 см³ | 55 kW (75 PS) bei 5000 min−1       | 125 Nm bei 2500 min−1 | EZ / ABN     | карбюратор 2E2                 | 12/1983 — 07/1992 |
| 1.6                | 1595 см³ | 51 kW (69 PS) bei 5200 min−1       | 118 Nm bei 2700 min−1 | PN           | карбюратор 2EE, каталізатор    | 08/1985 — 07/1992 |
| 1.6                | 1595 см³ | 53 kW (72 PS) bei 5200 min−1       | 120 Nm bei 2700 min−1 | RF           | карбюратор 2E2, каталізатор    | 08/1986 — 10/1991 |
| 1.8                | 1781 см³ | 66 kW (90 PS) bei 5200 min−1       | 145 Nm bei 3300 min−1 | GU           | карбюратор 2E2                 | 12/1983 — 10/1991 |
| 1.8                | 1781 см³ | 66 kW (90 PS) bei 5200 min−1       | 137 Nm bei 3300 min−1 | GX           | K-Jetronic                     | 12/1983 — 07/1988 |
| 1.8                | 1781 см³ | 66 kW (90 PS) bei 5200 min−1       | 137 Nm bei 3300 min−1 | GX           | KA/KE-Jetronic, каталізатор    | 12/1983 — 07/1988 |
| 1.8                | 1781 см³ | 62 kW (84 PS) bei 5000 min−1       | 142 Nm bei 3000 min−1 | RH           | карбюратор 2E2, каталізатор    | 08/1986 — 07/1990 |
| 1.8                | 1781 см³ | 66 kW (90 PS) bei 5250 min−1       | 142 Nm bei 3000 min−1 | RP           | моноінжектор, каталізатор      | 08/1986 — 10/1991 |
| 1.8 Syncro         | 1781 см³ | 72 kW (98 PS) bei 5400 min−1       | 143 Nm bei 3000 min−1 | 1P           | Digifant, каталізатор          | 08/1988 — 07/1991 |
| 1.8 GLI (США)      | 1781 см³ | 74 kW (100/105 PS)                 | 146 Nm                | HT           | K-Jetronic                     | 01/1985 — 07/1985 |
| 1.8 GT             | 1781 см³ | 82 kW (112 PS) bei 5500 min−1      | 155 Nm bei 3100 min−1 | EV           | K-Jetronic                     | 10/1984 — 07/1987 |
| 1.8 GT             | 1781 см³ | 79 kW (107 PS) bei 5500 min−1      | 154 Nm bei 3500 min−1 | RG           | K-Jetronic, каталізатор        | 08/1986 — 03/1987 |
| 1.8 GT             | 1781 см³ | 79 kW (107 PS) bei 5250 min−1      | 154 Nm bei 3250 min−1 | RD           | KE-Jetronic, каталізатор       | 08/1985 — 07/1988 |
| 1.8 GT             | 1781 см³ | 82 kW (112 PS) bei 5400 min−1      | 159 Nm bei 4000 min−1 | PB           | Digifant                       | 01/1987 — 10/1991 |
| 1.8 GT/GTX         | 1781 см³ | 79 kW (107 PS) bei 5400 min−1      | 157 Nm bei 3800 min−1 | PF           | Digifant, каталізатор          | 08/1987 — 10/1991 |
| 1.8 (США)          | 1781 см³ | 74 kW (100/105 PS) bei 5250 min−1  | 146 Nm bei 3000 min−1 | RV           | Digifant, каталізатор          | 08/1986 — 07/1991 |
| 1.8 GT 16V         | 1781 см³ | 102 kW (139 PS) bei 6100 min−1     | 168 Nm bei 4600 min−1 | KR           | K-Jetronic                     | 02/1986 — 10/1991 |
| 1.8 GT/GTX/GLI 16V | 1781 см³ | 95 kW (129 PS) bei 5800 min−1      | 168 Nm bei 4250 min−1 | PL           | KE-Jetronic, каталізатор       | 02/1986 — 10/1991 |
| 2.0 GLI 16V (США)  | 1984 см³ | 100 kW (134/136 PS) bei 5800 min−1 | 180 Nm bei 4400 min−1 | 9A           | Bosch KE-Motronic, каталізатор | 08/1989 — 07/1992 |

Дизельні
| Модель | Об'єм    | Потужність                     | Крутний момент             | Код двигуна | Примітки                                 | Роки виробництва  |
| ------ | -------- | ------------------------------ | -------------------------- | ----------- | ---------------------------------------- | ----------------- |
| 1.6 D  | 1588 см³ | 40 kW (54 к.с.) при 4800 об/хв | 100 Нм при 2300—2900 об/хв | JP / ME     |                                          | 12/1983 — 07/1992 |
| 1.6 TD | 1588 см³ | 44 kW (60 к.с.) при 4500 об/хв | 110 Нм при 2400—2600 об/хв | 1V          | окислювальний каталітичний нейтралізатор | 08/1989 — 07/1992 |
| 1.6 TD | 1588 см³ | 51 kW (69 к.с.) при 4500 об/хв | 133 Нм при 2500—2900 об/хв | JR / MF     |                                          | 12/1983 — 10/1991 |
| 1.6 TD | 1588 см³ | 59 kW (80 к.с.) при 4500 об/хв | 155 Нм при 2500–3000 об/хв | RA / SB     | інтуркулер                               | 04/1989 — 10/1991 |

## Безпека та захист

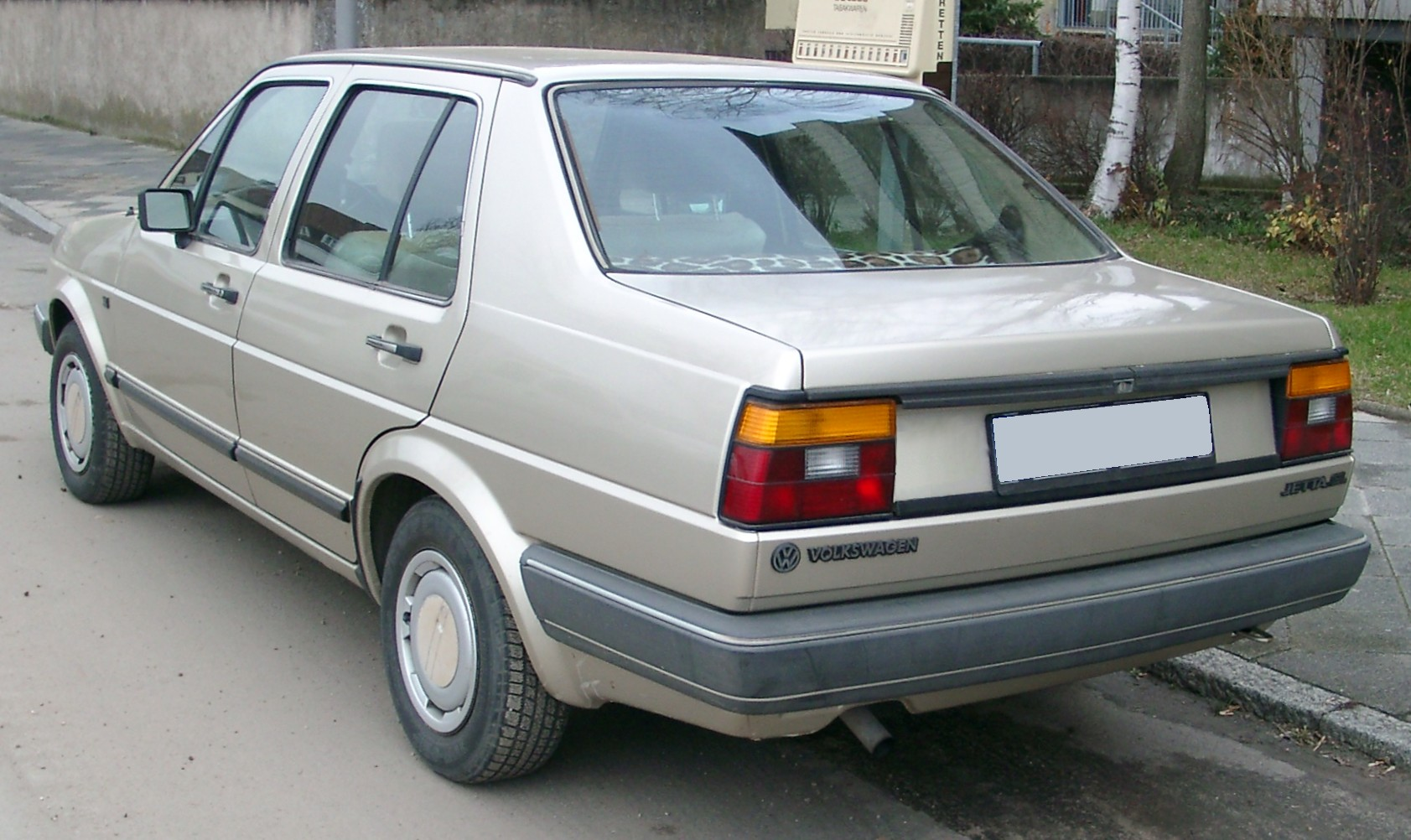
Jetta 4-дверна (німецька комплектація)

Під час краш-тесту, проведеного Національною адміністрацією безпеки дорожнього руху США, Jetta отримала три зірки з п'яти за захист як водія, так і пасажира під час фронтального краш-тесту зі швидкістю 56 км/год. Інститут даних про втрати на дорогах (частина Страхового інституту безпеки на дорогах) виявив, що втрати від травм і зіткнень для Jetta є одними з найкращих у категорії малих 4-дверних седанів. Його перевершив лише Golf. Ці автомобілі зазнали особливо високого рівня крадіжок радіоприймачів; Завдяки висувному кріпленню радіоприймача його було легко і швидко зняти, і викрадені таким чином радіоприймачі були легко сумісні з багатьма іншими німецькими автомобілями. Щоб усунути проблему, VW змінив дизайн радіоприймачів таким чином, що в разі припинення живлення вони не працюватимуть після відновлення живлення, доки не буде введено код, що відповідає конкретному блоку. Дилерські центри мали доступ до бази даних кодів і могли надати втрачений код за серійним номером радіо, щойно було доведено законне право власності. 

## Північна Америка

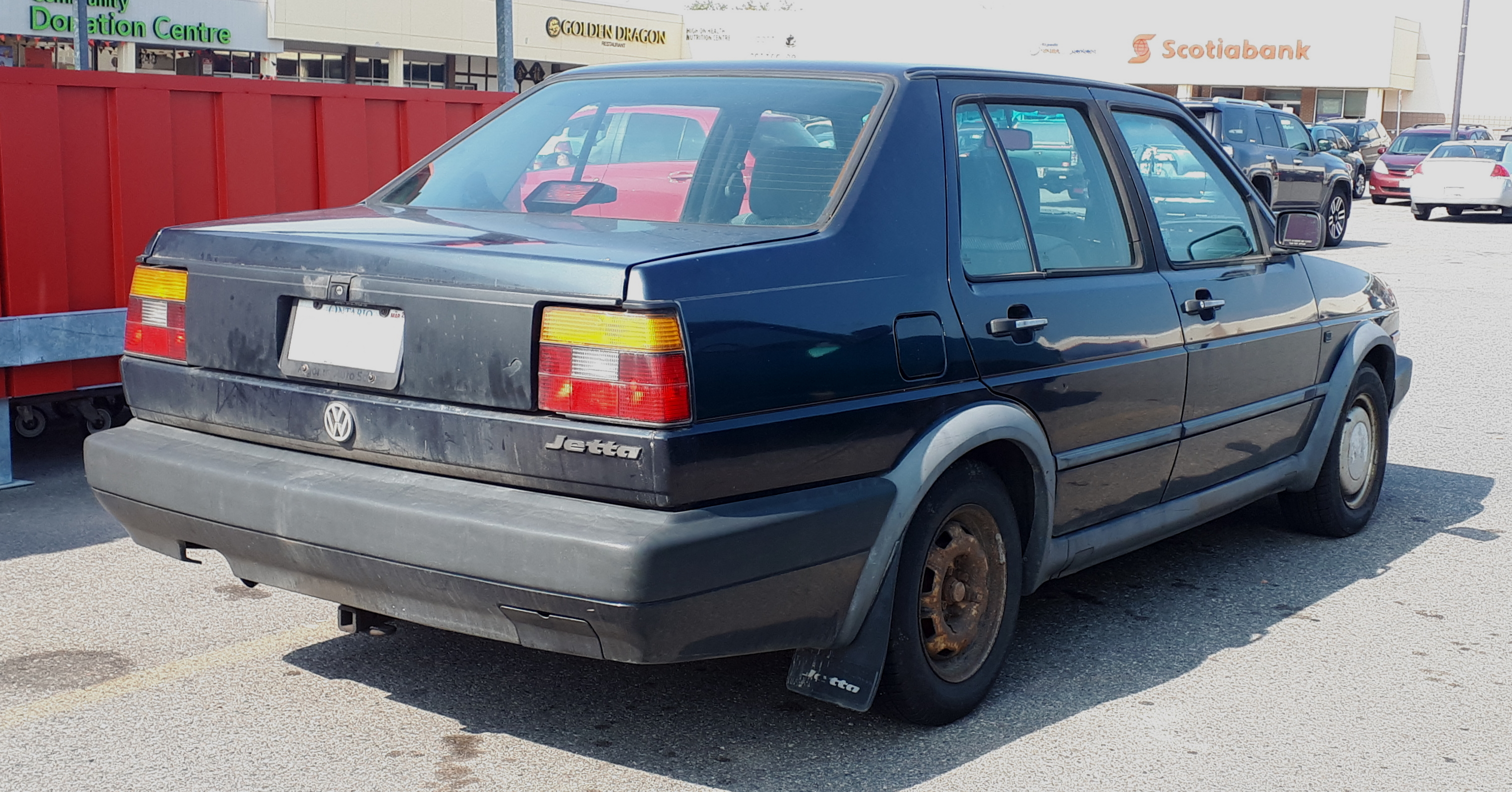
1990-1992 Jetta 4 дверна (канадська комплектація)

Північноамериканський ринок Jetta був значною мірою схожий на європейську модель, зміни здебільшого викликані відмінностями між американськими та європейськими правилами, що охоплюють безпеку транспортних засобів та викиди вихлопних газів, що вимагало інших бамперів, фар та інших ліхтарів, дзеркал бокового виду та ременів безпеки..
Північноамериканські моделі загалом мали вужчий діапазон доступних специфікацій.  Більшість північноамериканських моделей постачалися в стандартній комплектації такими елементами, які продавались лише як додаткові в Європі: більший двигун, повна консоль, кишені на дверних панелях, велюрові сидіння, гідропідсилювач керма, регульована по висоті рульова колонка та тахометр. Північноамериканським моделям також бракувало деяких опцій вищого рівня  європейських варіантів.  Jetta була сприйнята  як більш елітний автомобіль, порівняно з Golf. Рівень оснащення був завжди  на крок вище за Golf, наприклад стандартна пасивна система обмеження 1988 року, стандартний гідропідсилювач керма 1990 року та 14-дюймові колеса, доступні протягом багатьох років. 
Моделі для канадського ринку були оснащені краще, ніж моделі для США; загалом, канадські базові моделі отримали той самий рівень опцій, що й американський GL, і те ж саме з GL і Carat.  Дизельні двигуни, як без наддуву, так і з турбонаддувом, були доступні протягом усіх років у Канаді; у США на 1988 рік не було дизельного двигуна, а на 1989 та 1990 роки був лише варіант без турбіни. Канадці могли отримати 2-дверну модель 1992 року (від неї відмовилися після 1991 року в США). Рання модель Carat з підігрівом велюрових спортивних сидінь, двигуном GLi та опціональною автоматичною коробкою передач, а також були відмінності в кольорі та оздобленні між канадськими та американськими моделями.

## Тестування та огляд
Автомобіль отримав загалом позитивні відгуки, критики вихваляли чудову керованість автомобіля, а також просторіший салон порівняно з останнім поколінням. Жорстке перемикання механічних коробок передач було недоліком, і гальмування працювало досить добре, хоча деяке згасання гальм було очевидним у нижніх лініях обробки, обладнаних твердими дисками спереду та барабанами ззаду. У ряді відгуків відзначено, що їзда була жорсткою та насиченою, навіть незважаючи на те, що вона мала хороше керування, типове для німецьких автомобілів. Незважаючи на додаткову звукоізоляцію, дорожній шум був помітний особливо на грубому покритті. У найвищій спортивній комплектації (іноді її називають GLI або GTX) деякі рецензенти відзначили, що автомобіль був менш дорогою альтернативою BMW або Audi. Спортивна комплектація додала більші колеса, жорсткішу підвіску та ближчі передавальні числа на механічній коробці передач. З середини 1987 року Mark 2 GLI пропонувався з 16-клапанним Twin-cam 1,8-літровим двигуном і був модернізований на початку 1990 року з новою моделлю кузова Mark 2 до 2,0-літрової 16-клапанної силової установки (у Північній Америці).

## IRVW 3
IRVW 3 («Integrated Research Volkswagen») — дослідження 1983—1984 рр., засноване на ще не випущеній Jetta II. Зовні він виглядав не більше, ніж трохи спортивна Jetta, але він був оснащений надзвичайно вдосконаленими технологіями для свого часу. По суті, це було техніко-економічне обґрунтування нової технології, такої як антиблокувальна гальмівна система та електричний підсилювач керма. Низка функцій керувалася комп'ютером, наприклад передача підвищеної передачі для чотириступінчастої механічної коробки передач. Двигун був знайомим 1,8-літровим рядним чотирициліндровим з Golf GTi, але тут оснащений нагнітачем типу Roots для максимальної потужності 129—132 кВт (173—177 к. с.; 175—179 PS). Максимальна швидкість була 212 км/год (132 миля/год). IRVW 3 також мав пневматичну підвіску, яка автоматично опускала автомобіль, коли швидкість перевищувала 120 км/год (75 миля/год).

## Всесвітнє виробництво
Окрім виробничої бази Volkswagen у Німеччині, це покоління вироблялося в ряді інших країн, включаючи Бразилію, Китай, Нігерію, Мексику, Південну Африку, США та колишню Югославію.

### Китай
Першою відомою Jetta в Китаї була модель A2, яка використовувалася як легковий автомобіль і таксі.
У квітні 1997 року модель A2 була оновлена, і вона стала відомою як Jetta King. Доступними двигунами були 1,6-літровий бензиновий двигун під назвою EA113 для цивільних автомобілів і 1,9-літровий дизельний двигун, доступний лише для моделей таксі. 4-ступінчаста механічна коробка передач була стандартною, яку можна було замінити на 5-ступінчасту механічну коробку передач, а потім з листопада 1998 року стала доступна 4-ступінчаста автоматична коробка передач. У 2002 році Jetta King отримала новий зовнішній вигляд. Рівні комплектації складалися з AT, ATF, Avantgarde, CDX, CiF, CiX, CT, GDF, GiF, GT, GTI, GTX і Meeresbrise. Ця модель також була перетворена на 2-дверний пікап в обмеженій кількості.
У березні 2010 року A2 був оновлений знову з тими ж двигунами, які використовували його попередник; він був відомий як Jetta Pioneer. Ця версія Jetta не пропонувалася в різних комплектаціях і була єдиною моделлю для китайського ринку. Виробництво Jetta на базі A2 припинилося в березні 2013 року, коли її замінила незалежна модель під назвою Jetta Night, а нова модель, ексклюзивна для Китаю, була розроблена на основі платформи Volkswagen Group A05+.